# Trim (programmation)
Pour les articles homonymes, voir Trim.
Le trim est, en programmation informatique, la suppression des espaces au début et à la fin d'une chaîne de caractères. Généralement, d'autres caractères sont aussi supprimés, notamment les tabulations, retours chariot et sauts de lignes.
Les espaces insécables peuvent aussi être affecté par ce comportement en fonction des paramètres établies.